# Vincenzo Musolino
Pour les articles homonymes, voir Musolino.
Vincenzo Musolino (9 mai 1930 - 9 mai 1969) est un acteur, réaliseur, scénariste et producteur italien.

## Biographie
Musolino naît dans une famille pauvre de Reggio de Calabre et commence à gagner sa vie comme pêcheur. Au cours de son service militaire à Venise, il est choisi par Renato Castellani pour tenir le premier rôle d'Antonio dans le drame néorealiste Deux Sous d'espoir. À la suite du succès de ce film, Musolino  apparaît dans plusieurs films, principalement dans des seconds rôles. En 1964, il se consacre à la production de films de genre, souvent en collaboration avec le réalisateur Edoardo Mulargia, pour lequel il écrit aussi plusieurs scénarios,. En 1968, il réalise deux westerns spaghetti à petit budget, au générique desquels il apparaît sous le pseudonyme de Glenn Vincent Davis,.

## Filmographie partielle

### Comme réalisateur
- 1968 : Demande pardon à Dieu, pas à moi... (Chiedi perdono a Dio... non a me)
- 1969 : Trois Tombes pour Quintana (Quintana)

### Comme scénariste
- 1966 : Dieu est avec toi, Gringo (Vayas con dios, Gringo) d'Edoardo Mulargia
- 1967 : Deux Pistolets de Chiamango (Cjamango) d'Edoardo Mulargia
- 1969 : Trois Tombes pour Quintana (Quintana) de lui-même

### Comme acteur
- 1952 : Deux Sous d'espoir (Due soldi di speranza) de Renato Castellani : Antonio
- 1962 : Le Chevalier masqué (Il segno del vendicatore) de Roberto Mauri : Fernando
- 1966 : Dieu est avec toi, Gringo (Vayas con dios, Gringo) d'Edoardo Mulargia : Raymond
- 1967 : Deux Pistolets de Chiamango (Cjamango) d'Edoardo Mulargia : complice d'El Tigre

### Comme producteur
- 1966 : Dieu est avec toi, Gringo (Vayas con dios, Gringo) d'Edoardo Mulargia
- 1967 : Deux Pistolets de Chiamango (Cjamango) d'Edoardo Mulargia